# 信长之野望·苍天录
《信长之野望·苍天录》是一款由光荣公司制作和发行的历史类战略游戏。本游戏是信长之野望系列第10作。本游戏最初于2002年6月在Windows发行。游戏后移植至PlayStation 2和PlayStation Portable。
在本作中，玩家可以选择大名、军团长和城主三种类型。武将的能力分为政治、统率、智略、相性、义理和野心。
1700年仍然为游戏的结束时间。如果在这一时候未达成胜利条件，游戏则结束。